# Гарднер, Мартин
Ма́ртин Га́рднер (англ. Martin Gardner; 21 октября 1914, Талса, Оклахома, США — 22 мая 2010, Норман, Оклахома, США) — американский математик-любитель, писатель, популяризатор науки, один из основателей Комитета по научному расследованию заявлений о паранормальных явлениях. Опубликовал более 70 книг.

## Биография
Мартин Гарднер родился и вырос в Талсе (Оклахома, США). Он посещал колледж Чикагского университета, где получил степень бакалавра философии. Во время Второй мировой войны несколько лет служил в ВМФ США в качестве корабельного секретаря, или йомена, на борту эскортного миноносца USS Pope в Атлантическом океане. Его корабль находился в океане в момент окончания войны и капитуляции Японии в августе 1945 года.
После войны Гарднер снова посещал Чикагский университет. В течение года также учился в магистратуре, но так и не защитил следующую степень.
На протяжении нескольких десятилетий Мартин со своей женой Шарлоттой и двумя сыновьями жил в Гастингсе-на-Гудзоне, зарабатывая на жизнь литературным трудом, публикуя свои книги в ряде издательств и сочиняя сотни статей для различных журналов и газет. Примечательно, что они жили на авеню Евклида. В 1979 году супруги переехали в Гендерсонвиль (Северная Каролина). Его жена умерла в 2000 году.
В начале 1950-х Гарднер был редактором журнала Humpty Dumpty и писал очерки и истории для нескольких детских журналов. Его задачи по сгибанию бумаги привели к работе в Scientific American.
В 2002 году Мартин Гарднер вернулся в Норман (Оклахома), где его сын, Джеймс Гарднер, работал профессором педагогики в университете Оклахомы.
Мартин Гарднер умер 22 мая 2010 года в Нормане (Оклахома).

## Работы
Был ведущим рубрики математических игр и развлечений журнала «Scientific American», в которой была представлена широкой общественности игра «Жизнь», изобретённая Джоном Конвеем, а также многие другие интересные игры, задачи, головоломки.
Особую популярность снискали статьи и книги Гарднера по занимательной математике.
Гарднер трактовал занимательность как синоним увлекательного, интересного в познании, но чуждого праздной развлекательности.
Известен также как автор нескольких фантастических рассказов («Остров пяти красок», «Нульсторонний профессор»), комментатор Льюиса Кэрролла («Алисы в Стране чудес», «Алисы в Зазеркалье» и «Охоты на Снарка») и Гилберта Честертона («Человека, который был четвергом» и «Неведения отца Брауна»).
Среди произведений Гарднера есть философские эссе, очерки по истории математики, математические фокусы и «комиксы», научно-популярные этюды, научно-фантастические рассказы, задачи на сообразительность.
«Гарднеровский» стиль характеризуют доходчивость, яркость, убедительность изложения, блеск, парадоксальность мысли, новизна и глубина научных идей, многие из которых почерпнуты из современных научных публикаций и в свою очередь стали стимулом проведения серьёзных исследований, активного вовлечения читателя в самостоятельное творчество.

### Оригинальные книги
- 1952 In the Name of Science G. P. Putnam's Sons
- 1956 Mathematics, Magic and Mystery Dover; ISBN 0-486-20335-2
- 1957 Science Puzzlers The Viking Press, Scholastic Book Services
- 1957 Fads and Fallacies in the Name of Science Dover; ISBN 0-486-20394-8 (развитие книги In the Name of Science)
- 1957 Great Essays in Science (editor); Prometheus Books (перепечатка в 1994) ISBN 0-87975-853-8
- 1957 The Wizard of Oz and Who He Was. (с Russel B. Nye) Michigan State University Press. Переиздана в 1994.
- 1958 Logic Machines and Diagrams. McGraw-Hill New York
- 1960 The Annotated Alice New York: Bramhall House Clarkson Potter. Lib of Congress #60-7341 (no ISBN)
- 1962 The Annotated Snark New York: Simon & Schuster. (Полная версия Охоты на Снарка с введением и обширными комментариями от Гарднера). В 1998 переиздание, Penguin Classics; ISBN 0-14-043491-7
- 1962 Relativity for the Million New York: MacMillan Company (o.p.). Переиздана и обновлена в 1976 как The Relativity Explosion New York: Vintage Books. Переиздана и расширена в 1996 как Relativity Simply Explained New York: Dover; ISBN 0-486-29315-7
- 1964 The Ambidextrous Universe: Mirror Asymmetry and Time-Reversed Worlds (Переиздание в 1990 как The New Ambidextrous Universe: Symmetry and Asymmetry from Mirror Reflections to Superstrings; 3-е изд., 2005, Dover; ISBN 0-486-44244-6)
- 1965 The Annotated Ancient Mariner New York: Clarkson Potter, Reprint. Prometheus. ISBN 1-59102-125-1
- 1967 Annotated Casey at the Bat: A Collection of Ballads about the Mighty Casey New York: Clarkson Potter. Reprint. Chicago: University of Chicago Press, 1984. ISBN 0-226-28263-5 Reprint. New York: Dover, 1995. ISBN 0-486-28598-7
- 1973 The Flight of Peter Fromm, Los Altos, California: William Kaufmann, Inc. Prometheus Books; Reprint edition (1994) ISBN 0-87975-911-9
- 1975 Mathematical Carnival: A New Round-up of Tantalizers and Puzzles from «Scientific American», Knopf Publishing Group; ISBN 0-394-49406-7
- 1976 The Incredible Dr. Matrix, New York, Charles Scribner’s Sons; ISBN 0-684-14669-X
- 1978 Aha! Insight, W.H. Freeman & Company; ISBN 0-7167-1017-X
- 1981 Science: Good, Bad, and Bogus, Prometheus Books; ISBN 0-87975-573-3 (мягкая обложка), ISBN 0-87975-144-4 (твёрдая обложка), ISBN 0-380-61754-4 (карманная обложка Avon)
- 1981 Entertaining Science Experiments With Everyday Objects; Dover; ISBN 0-486-24201-3
- 1982 Aha! Gotcha: Paradoxes to Puzzle and Delight (Средства для превращений); W.H. Freeman & Company; ISBN 0-7167-1361-6
- 1983 The Whys of a Philosophical Scrivener, 1999 reprint St. Martin’s Griffin; ISBN 0-312-20682-8
- 1983 Order and Surprise, Prometheus Books, ISBN 0-87975-219-X
- 1984 Codes, Ciphers and Secret Writing (Test Your Code Breaking Skills), Dover; ISBN 0-486-24761-9
- 1985 Magic Numbers of Dr Matrix, Prometheus Books; ISBN 0-87975-282-3
- 1986 Entertaining Mathematical Puzzles, Dover; ISBN 0-486-25211-6
- 1987 The No-Sided Professor and other tales of fantasy, humor, mystery, and philosophy, Prometheus Books; ISBN 0-87975-390-0
- 1987 The Annotated Innocence of Father Brown Oxford University Press, ISBN 0-19-217748-6 (Заметки Гарднера по поводу историй Честертона).
- 1987 Riddles of the Sphinx Mathematical Association of America, ISBN 0-88385-632-8 (собрание статей из Isaac Asimov's Science Fiction Magazine)
- 1987 Time Travel and Other Mathematical Bewilderments, W.H. Freeman & Company; ISBN 0-7167-1925-8
- 1988 Perplexing Puzzles and Tantalizing Teasers, Dover; ISBN 0-486-25637-5
- 1988 New Age: Notes of a Fringe Watcher, Prometheus Books; ISBN 0-87975-432-X (собрание заметок из «Notes of a Fringe Watcher»)
- 1990 More Annotated Alice, Random House; ISBN 0-394-58571-2 (дополнение к The Annotated Alice)
- 1991 The Unexpected Hanging and Other Mathematical Diversions, University Of Chicago Press; Reprint edition; ISBN 0-226-28256-2
- 1991 The Annotated Night Before Christmas: A Collection Of Sequels, Parodies, And Imitations Of Clement Moore’s Immortal Ballad About Santa Claus Edited, with an introduction and notes, by Martin Gardner, Summit Books (Перепечатка, Prometheus Books, 1995); ISBN 0-671-70839-2
- 1991 Fractal Music, Hypercards and More; W. H. Freeman
- 1992 On the Wild Side, Prometheus Books; ISBN 0-87975-713-2 (собрание заметок из «Notes of a Fringe Watcher»)
- 1993 The Healing Revelations of Mary Baker Eddy, Prometheus Books,
- 1994 My Best Mathematical and Logic Puzzles, Dover; ISBN 0-486-28152-3
- 1995 Classic Brainteasers, Sterling Publishing; ISBN 0-8069-1261-8
- 1995 Urantia: The Great Cult Mystery, Prometheus Books; ISBN 0-87975-955-0
- 1996 Weird Water & Fuzzy Logic: More Notes of a Fringe Watcher, Prometheus Books; ISBN 1-57392-096-7 (собрание заметок из «Notes of a Fringe Watcher»)
- 1997 The Night Is Large : Collected Essays, 1938—1995, St. Martin’s Griffin; ISBN 0-312-16949-3
- 1998 Calculus Made Easy, St. Martin’s Press; Revised edition ISBN 0-312-18548-0 (Переиздания и дополнения к книге по высшей математике 1910 года автора Silvanus P. Thompson.)
- 1998 Martin Gardner’s Table Magic, Dover; ISBN 0-486-40403-X
- 1998 Mathematical Recreations: A Collection in Honor of Martin Gardner, Dover; ISBN 0-486-40089-1[13]
- 1999 Gardner’s Whys & Wherefores Prometheus Books; ISBN 1-57392-744-9
- 1999 The Annotated Alice: The Definitive Edition ; W.W. Norton & Company; ISBN 0-393-04847-0
- 1999 The Annotated Thursday: G. K. Chesterton’s Masterpiece, the Man Who Was Thursday by G. K. Chesterton, под ред. М. Гарднера.
- 2000 From the Wandering Jew to William F. Buckley, Jr. : On Science, Literature, and Religion, Prometheus Books; ISBN 1-57392-852-6
- 2000 The Annotated Wizard of Oz, New York: W.W. Norton & Company; ISBN 0-393-04992-2 (introduction)
- 2001 A Gardner’s Workout: Training the Mind and Entertaining the Spirit ISBN 1-56881-120-9
- 2001 Mathematical Puzzle Tales; Mathematical Association of America ISBN 0-88385-533-X (собрание статей из Isaac Asimov's Science Fiction Magazine)
- 2001 Did Adam and Eve Have Navels?: Debunking Pseudoscience, W.W. Norton & Company; ISBN 0-393-32238-6 (собрание заметок из «Notes of a Fringe Watcher»)
- 2002 Martin Gardner’s Favorite Poetic Parodies Prometheus Books; ISBN 1-57392-925-5
- 2003 Are Universes Thicker Than Blackberries?: Discourses on Gödel, Magic Hexagrams, Little Red Riding Hood, and Other Mathematical and Pseudoscientific Topics, ISBN 0-393-05742-9 (собрание заметок из «Notes of a Fringe Watcher» и других)
- 2004 Smart Science Tricks, Sterling; ISBN 1-4027-0910-2
- 2007 The Jinn from Hyperspace: And Other Scribblings—both Serious and Whimsical, Prometheus Books; ISBN 1-59102-565-6
- 2008 Bamboozlers: The Book of Bankable Bar Betchas, Brain Bogglers, Belly Busters & Bewitchery by Diamond Jim Tyler, Diamond Jim Productions; ISBN 0-9676018-1-9 (введение)
- 2009 When You Were a Tadpole and I was a Fish and other Speculations about This and That, Hill and Wang; ISBN 0-8090-8737-5
- 2009 The Upside-Down World of Gustave Verbeek, Sunday Press Books; ISBN 0-9768885-7-2 (введение)

### Собрания заметок из Scientific American
В странах бывшего СССР Мартин Гарднер более всего известен по переводам нескольких книг из ниже приведённого списка книг, являющихся сборниками статей из журнала Scientific American. Дональд Кнут назвал эти 15 книг «каноном». На русском языке около половины из них были переведены и опубликованы в издательстве «Мир»:
- Hexaflexagons and Other Mathematical Diversions: The First Scientific American Book of Puzzles and Games 1959; University of Chicago Press 1988 ISBN 0-226-28254-6 (первоначально опубликованная под названием The Scientific American Book of Mathematical Puzzles and Diversions)
  - Русский перевод: «Математические головоломки и развлечения», М., 1971. Главы 1-15
- The Second Scientific American Book of Mathematical Puzzles and Diversions 1961; University of Chicago Press 1987; ISBN 0-226-28253-8
  - Русский перевод: «Математические головоломки и развлечения», М., 1971. Главы 16-34
- Martin Gardner’s New Mathematical Diversions from Scientific American 1966; Simon and Schuster; перепечатка Mathematical Association of America 1995
  - Русский перевод:
    - «Математические головоломки и развлечения», М., 1971. Главы 35-46;
    - «Математические досуги», М., 1972 Главы 1-7
    - Новые математические развлечения — АСТ, 2008
- Numerology of Dr. Matrix 1967; переиздана/расширена как The Magic Numbers of Dr. Matrix; Prometheus Books; ISBN 0-87975-281-5 / ISBN 0-87975-282-3. Не переведена.
- Unexpected Hangings, and Other Mathematical Diversions Simon & Schuster 1968; перепечатана University of Chicago Press, 1991 ISBN 0-671-20073-9
  - «Математические досуги», М., 1972 Главы 8-25
- The Sixth Scientific American Book of Mathematical Puzzles and Diversions Simon & Schuster 1971
  - Математические досуги, гл. 26-37
  - Математические новеллы, гл. 1-6
- Mathematical Carnival Vintage 1975; переиздание Mathematical Association of America
  - Математические новеллы (отдельные главы)
  - Нескучная математика — АСТ, 2009
- Mathematical Magic Show Vintage 1977; переиздание Mathematical Association of America
  - Математические новеллы (отдельные главы)
  - 1000 развивающих головоломок, математических загадок и ребусов для детей и взрослых — АСТ, 2009
- Mathematical Circus Vintage 1979; переиздание Mathematical Association of America
  - Математические новеллы (отдельные главы)
  - Лучшие математические игры и головоломки — АСТ, 2008
- Wheels, Life, and Other Mathematical Amusements 1983; W. H. Freeman & Co. ISBN 0-7167-1589-9
  - Русский перевод: «Крестики-нолики», М., 1988;
- Knotted Doughnuts and Other Mathematical Entertainments 1986; W. H. Freeman & Co. ISBN 0-7167-1799-9. Не переведена.
- Time Travel and Other Mathematical Bewilderments 1988; W. H. Freeman & Co. ISBN 0-7167-1925-8
  - «Путешествие во времени», М., 1990.
- Penrose Tiles to Trapdoor Ciphers 1989; W. H. Freeman & Co. ISBN 0-7167-1987-8; переиздание Mathematical Association of America
  - «От мозаик Пенроуза к надёжным шифрам»
- Fractal Music, Hypercards and More 1991; W. H. Freeman. Не переведена
- Last Recreations: Hydras, Eggs, and other Mathematical Mystifications 1997; Springer Verlag; ISBN 0-387-94929-1. Не переведена.

Другие три издания (не входящие в «канон»), тоже собирающие заметки Мартина Гарднера из Scientific American:
- The Colossal Book of Mathematics: Classic Puzzles, Paradoxes, and Problems 2001; W.W. Norton & Company; ISBN 0-393-02023-1 (a «best of» collection)
- Martin Gardner’s Mathematical Games 2005; Mathematical Association of America; ISBN 0-88385-545-3 (CD-ROM со всеми пятнадцатью книгами «канона», собирающий все статьи из колонки Гарднера в журнале)
- The Colossal Book of Short Puzzles and Problems 2006; W.W. Norton & Company; ISBN 0-393-06114-0

### Книги Гарднера (а также посвящённые Гарднеру) на русском языке
- «Этот правый, левый мир». М.. 1967;
- «Математические головоломки и развлечения», М., 1971;
- «Математические досуги», М., 1972;
- «Математические новеллы», М., 1974;
- «Математические чудеса и тайны». М., 1977;
- «Теория относительности для миллионов», М., 1979;
- «Есть идея!», М., 1982;
- «Математический цветник», М., 1983 (сборник, посвящённый Мартину Гарднеру);
- «А ну-ка, догадайся!», М.: Мир, 1984;
- «Крестики-нолики», М., 1988;
- «Путешествие во времени», М., 1990;
- «От мозаик Пенроуза к надёжным шифрам». М.: Мир, 1993;
- «Классические головоломки». АСТ, 2007;
- «Лучшие математические игры и головоломки». АСТ, 2008;
- «Новые математические развлечения». АСТ, 2008;
- «Нескучная математика». АСТ, 2009;
- «1000 развивающих головоломок, математических загадок и ребусов для детей и взрослых». АСТ, 2009;
- «„Когда ты была рыбкой, головастиком — я…“ и другие размышления о всякой всячине», КоЛибри, 2010.
- «Загадки Сфинкса и другие математические головоломки»: УРСС: ЛЕНАНД, 2015. — 304 с. (Серия: НАУКУ — ВСЕМ! Шедевры научно- популярной литературы (математика). № 97. ISBN 978-5-453-00104-0.

### Статьи в русской прессе
- Карпушина Н. М. Тот самый Мартин Гарднер: статья о жизни и творчестве М. Гарднера // Математика в школе. — 2010. — № 7.